# Clinchport
Clinchport est une municipalité américaine située dans le comté de Scott en Virginie. Selon le recensement de 2010, sa population est de 70 habitants.

## Géographie
Clinchport se trouve dans la plaine de la Clinch, à proximité de la frontière avec le Tennessee. La municipalité s'étend sur 0,71 mille carré (1,84 km2), dont 0,04 mille carré (0,1 km2) d'étendues d'eau.

## Histoire
Clinchport est à l'origine un port fluvial sur la Clinch, à qui elle doit son nom, pour expédier le bois local vers Chattanooga. Elle devient une municipalité en 1894.
En avril 1977, le bourg est en partie détruit par d'importants inondations,. La Tennessee Valley Authority rachète alors plusieurs maisons et aide leurs propriétaires à déménager hors de la ville, située dans une plaine inondable. Clinchport perd alors une grande partie de sa population, passant de 286 habitants en 1970 à 89 habitants en 1980.

## Démographie
Selon l'American Community Survey de 2018, la population de Clinchport exclusivement blanche et ne pratique que l'anglais à la maison.
Le revenu médian par foyer y est de 15 357 dollars, largement inférieur à celui de la Virginie (71 564 dollars) ou des États-Unis (60 293 dollars). Clinchport connaît parallèlement un taux de pauvreté élevé, à 61,1 % contre 10,7 % dans l'État et 11,8 % dans le pays,.